# Gulf (RMI)
Gulf is een studioalbum van Radio Massacre International. Het is een album met  experimentelere elektronische muziek dan gewoon voor deze band. Inspiratie haalden zij uit beelden van de Eerste Golfoorlog. Daarbij is Scud een vroeg nummer van de band ten tijde dat ze hun nieuwe Doepfer sequencer (met op 13:00 een kleine hommage aan Tangerine Dream) aan het installeren waren. De andere track met voor hen een nieuwigheid is Desert storm, waarin een minimoog bespeeld wordt die ze ter reparatie aangeboden hadden gekregen. 

## Musici
- Steve Dinsdale – synthesizers
- Duncan Goddard – synthesizers
- Gary Houghton - synthesizers

## Muziek
| Nr. | Titel        | Duur  |
| --- | ------------ | ----- |
| 1.  | Scud         | 18:47 |
| 2.  | Gulf         | 23:02 |
| 3.  | Desert storm | 27:15 |